# 圣路茂狄主教座堂
圣路茂狄主教座堂（荷蘭語：Sint-Romboutskathedraal）是天主教梅赫伦-布鲁塞尔总教区的主教座堂，位于比利时梅赫伦。本堂主保圣路茂狄是一位传教士和殉道者，曾在附近建立修道院。 其遗体葬于堂内。该堂建于13世纪初，1312年祝圣，1559年升格为主教座堂。

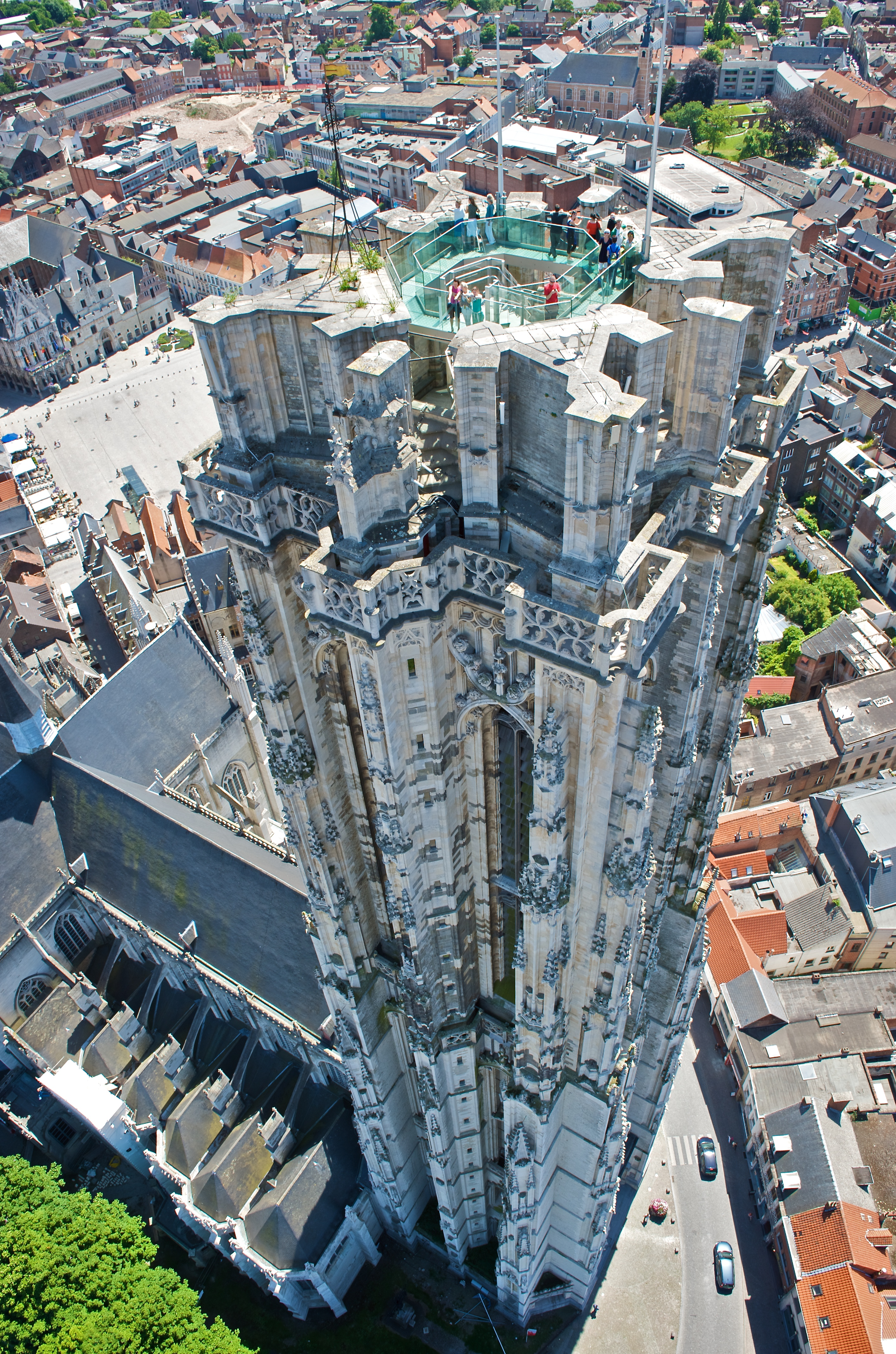

其钟楼高达97.28米，始终未能完成，为世界遗产比利时和法国的钟楼的一部分，每年吸引许多游客。曾经造访的名人包括路易十五、拿破仑等人。

## 墓地
2010年，在圣隆堡北面建设地下停车场之前，公墓的考古发掘期间，出土了4165个骷髅。